# KBS NEWS 24
KBS NEWS 24，原名KBS NEWS D，是韓國放送公社（KBS）的新闻频道，前身为互联网新闻频道KBS 24。

## 歷史
为推广ATSC 3.0制式，韓國放送公社于2021年7月19日调整ATSC 3.0平台发射频道，增加KBS第1頻道、KBS第2頻道高清版转播、视频版KBS第1广播转播，和直播2020年夏季奥林匹克运动会赛事的系列临时频道。
随着電視收視費用增加，韩国政府和KBS（韓國放送公社）决定投入1111亿韩元预算，建立应急广播专门频道，于地面数字电视平台播出。
2021奥运结束后，KBS对现有的网络新闻频道KBS 24更名为KBS NEWS D，在ATSC 3.0平台替换KBS1高清版转播；预计日后将该频道的画质从现时的720p提升至1080p。
2025年3月14日，频道更名为KBS NEWS 24。